# Мохнацкая, Надежда Игоревна
Наде́жда И́горевна Мохна́цкая (укр. Надія Ігорівна Мохнацька; род. 18 октября 1995, Ивано-Франковск) — украинская спортсменка по фристайлу. Член сборной Украины на зимних Олимпийских играх 2014 года. Кандидат в мастера спорта.

## Биография
Надежда Мохнацкая родилась 18 октября 1995 года в Ивано-Франковске. Учится в Николаевском высшем училище физической культуры.
В 2012 году Мохнацкая завоевала бронзовые медали на Кубке Европы в командных соревнованиях по фристайлу в акробатике, а также на этапе Кубка Европы, прошедшему в Буковеле. На Кубке мира по фристайлу, прошедшему в 2013 году в американском городе Дир-Вэлли, Мохнацкая заняла 11-е место. 28.02.2020 Надежда Мохнацкая заняла 1-е место на этапе Кубка мира по лыжному фристайлу-акробатике, который впервые прошёл в городе Алматы государства Казахстан. Главный финал прошёл по неожиданному сценарию. Жанбота Алдабергенова решила усложнить свой прыжок, добавив ещё один пируэт, но выполнила его не совсем удачно. 71,2 балла, и она ждала выступления сильной австралийки. Но Лора Пил в своей попытке совершила невероятное - грубую ошибку и приземлилась на бок. 69,96 у австралийки, и бронза у Жанботы Алдабергеновой. Серебро завоевала американка Меган Ник, золото сенсационно выиграла украинка Надя Мохнацкая.